# 馬凱 (臺灣)
馬凱（1944年4月7日—），台灣知名經濟學家，現職《經濟日報》總主筆，《理財周刊》財經顧問暨專欄主筆。社會企業公約基金會創辦人。

## 生平
馬凱曾獲美國愛荷華大學經濟學博士學位。曾出任中華經濟研究院研究員、東海大學經濟系副教授兼主任、國立清華大學經濟系副教授兼主任，2000年後常上媒體評論政經議題。偏新自由主義學派，主張全面開放和經濟自由化、政府解除管制等路線來挽救台灣經濟，認為勞工困境大部分肇因於個人競爭力衰弱，但政府對於教育體制方向錯誤也有間接責任。

## 外部連結
- 社會企業公約基金會 （页面存档备份，存于）